# Metaphorming

## Khái niệm
Metaphorming là một thuật ngữ được chuyển tải từ tiếng Ai Cập với 2 từ chia đôi đó là Meta (Vượt giới hạn) và từ Phora (Có nghĩa là dịch chuyển). Đó là tiến trình làm thay đổi một sự vật từ trạng thái ổn định và có ý nghĩa trở thành một cái khác. Tiến trình này bắt đầu từ sự chuyển đổi những cái mới và kết hợp những ý tưởng và ý kiến cũ lại với nhau để sinh ra một sự vật mới.
Metaphorm không phải là từ để miêu tả suy nghĩ, nó là cách suy nghĩ sâu hơn của suy nghĩ và những sự vật sáng tạo. Nó là cách nghĩ đã có hàng nghìn năm nay và là dấu hiệu đầu tiên hình thành một thiên tài.
Khi bạn bắt đầu dịch chuyển, đó là khi bạn kết nối mọi thứ, sử dụng các quá trình phân tích, dịch chuyển, các giả thuyết, hình dáng của lời nói, ký hiệu, câu chuyện, đóng kịch, chuyển đổi vai và rất nhiều tiến trình khác. Bất cứ khi nào chúng ta thực hiện nó, đừng nhầm lẫn giữa một tiến trình tư duy dịch chuyển với một phép ẩn dụ. Nó cũng sẽ giống như khi chúng ta lẫn lộn giữa một vận động viên chạy bộ tham gia Olympic với một người chạy bộ mỗi sáng chủ nhật. Tư duy dịch chuyển là sự kết nối của rất nhiều quá trình kết nối, còn ẩn dụ chỉ là một quá trình trong toàn bộ quá trình hình thành sản phẩm mới.
Tư duy dịch chuyển giống như một đóa hoa hướng dương, đó là tập hợp chỉnh thể hàng loạt các bông hoa trong cốt lõi của nó. Tư duy dịch chuyển có hàng nghìn tiến trình trong nó. Tư duy dịch chuyển cũng giống như mặt trời, được tạo nên bởi hàng nghìn các tia sáng hạt nhân kết nối.

## Phương pháp tiến hành
Thực hiện tư duy dịch chuyển, chúng ta phải trải qua 4 bước chính: 

-	Kết nối (Connection) 

-	Khám phá(Discovery)

-	Phát minh (Invention)

-	Ứng dụng (Application)

Tên viết tắt: CDIA

Quá trình này tuy đơn giản song lại là sự tổng hợp của những nguyên lý sáng tạo cơ bản và mang lại một giá trị ứng dụng rất cao không chí cho những người làm công tác kỹ thuật mà ngay cả những nhà quản lý. Mọi sự sáng tạo đều tuân thủ một nguyên tắc cơ bản. Sáng tạo trong công việc cũng phải dựa trên quy trình và kỷ luật cũng như mục tiêu chung của tổ chức. Với phương pháp sáng tạo dựa trên phương pháp tư duy dịch chuyển cho phép các nhà quản lý một phần thay đổi nhận thức và thái độ sáng tạo của người lao động. Sáng tạo phải dựa trên quy trình và kỷ luật, phải mang lại lợi ích cho tổ chức.